# Джабаль-Каур
Джабаль-Каур — горная вершина в юго-восточной части Аравийского полуострова. Вершина находится в горной системе Джабаль аль-Ахдар. Находится к северо-востоку от города Бахла.
Высота горы по разным данным от 2566 до 2730 м над уровнем моря. Относительная высота вершины составляет 1718 м.
Склоны горы покрыты редколесьем. Ближайшее поселение Мабус в 2 км к югу.